# John Steenhuisen

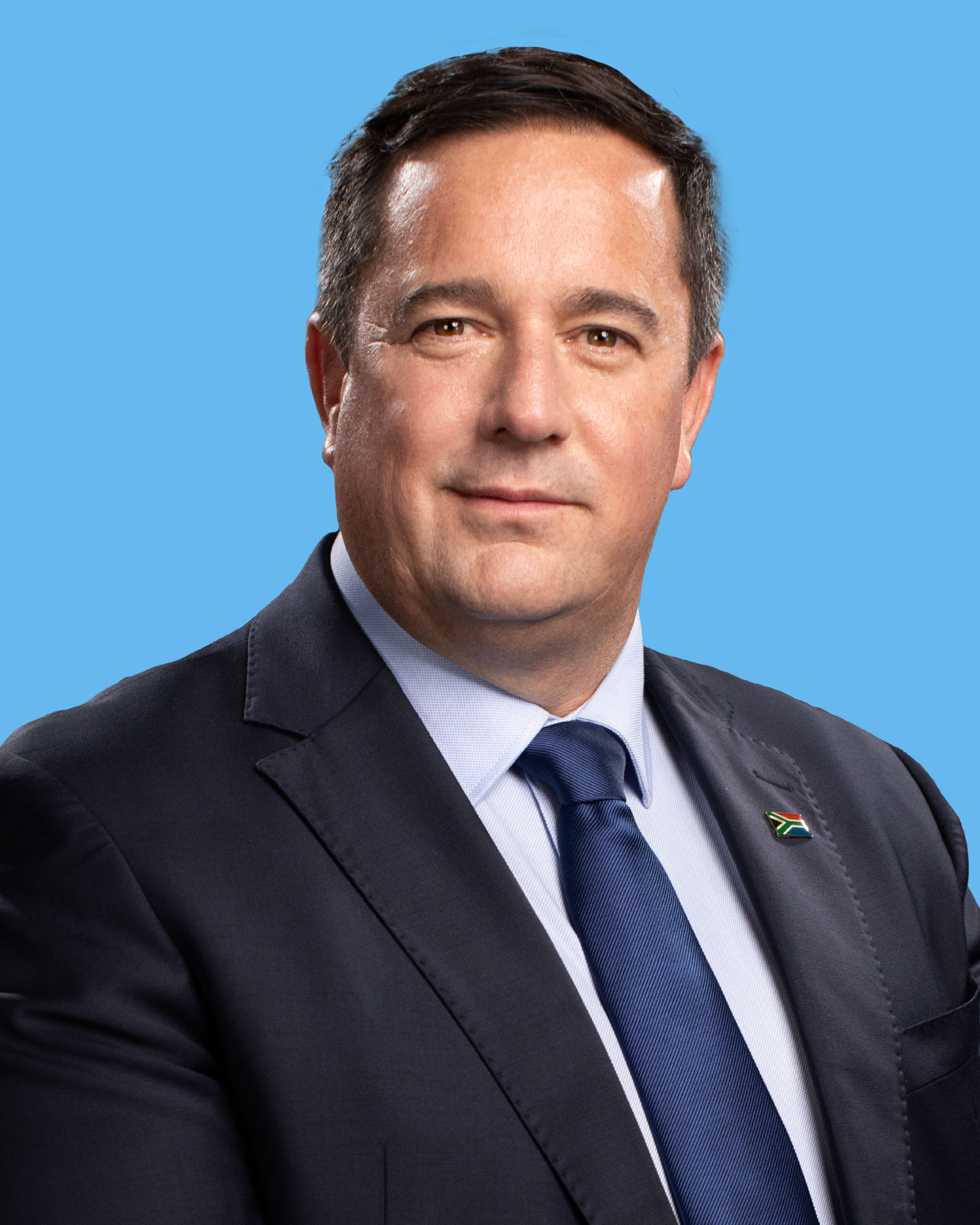
John Steenhuisen, 2024

John Henry Steenhuisen (* 25. März 1976 in Durban) ist ein südafrikanischer Politiker (Democratic Alliance, DA). Er war seit Oktober 2019 Fraktionsvorsitzender und Oppositionsführer in der Nationalversammlung sowie seit November 2019 kommissarischer Parteivorsitzender der DA. Am 2. April 2023 wurde er für eine weitere Amtszeit als Parteivorsitzender wiedergewählt. Seit dem 3. Juli 2024 amtiert er als Minister für Landwirtschaft innerhalb der ersten Koalitionsregierung Südafrikas.

## Leben
Steenuisen besuchte von 1989 bis 1993 die englischsprachige Northwood Boys High School in Durban, die er mit der Matric abschloss. Er hat keine tertiäre Ausbildung, wofür er gelegentlich kritisiert wird.
Steenhuisen begann seine politische Laufbahn in der Democratic Party, die im Jahr 2000 in der DA aufging. 1999 wurde er in das Durban City Council (Stadtrat) gewählt. Ihm und nachfolgend dem eThekwini City Council gehörte er bis 2009 an. Anschließend wurde er zum Provinzvorsitzenden der DA für KwaZulu-Natal gewählt und wurde Mitglied der Provincial Legislature derselben Provinz. Das Amt des Vorsitzenden musste er 2010 abgeben, nachdem er mit Terry Kass Beaumont, der Provinzsprecherin der DA und Ehefrau eines ebenfalls hochrangigen Parteifreunds, eine Beziehung begonnen hatte.
Seit Juli 2011 ist er Abgeordneter in der Nationalversammlung.
Von April 2014 bis Oktober 2019 war Steenhuisen Chief Whip der DA in der Nationalversammlung. Nach dem Rücktritt Mmusi Maimanes als Oppositionsführer – im Zuge des Wiederaufstiegs von Helen Zille in ein hohes Parteiamt – trat er ebenfalls zurück, wurde aber am 27. Oktober ohne Gegenkandidaten in Maimanes bisherige Position gewählt. Kurz darauf wurde er auch kommissarischer Vorsitzender (Interim Federal Leader) der DA.
Steenhuisen lebt in Umhlanga Rocks. Von 2000 bis 2010 war er mit Julie Steenhuisen, geborene Wright, verheiratet, mit der er zwei Töchter hat. 2014 heiratete er Terry Kass Beaumont, mit der er eine Tochter hat.

## Positionen
Im Zuge der COVID-19-Pandemie ging Steenhuisen gerichtlich gegen mehrere von der Regierung des African National Congress verfügten Einschränkungen vor. Er fürchtet vor allem negative Folgen für die Wirtschaft.